# Ludger Mees
Ludger Mees (Essen, 1957) es un historiador alemán experto en la historia del movimiento nacionalista vasco. Actualmente ocupa el cargo de catedrático de la Universidad del País Vasco. Bajo la dirección del historiador Hans-Jürgen Puhle presentó su tesis doctoral titulada Nacionalismo vasco, movimiento obrero y cuestión social (1903-1923), que sería editada como libro en castellano en 1992 por la Fundación Sabino Arana. La misma fundación publicó su ensayo Entre nación y clase: el nacionalismo vasco y su base social en perspectiva comparativa, que fue presentado en el Primer certamen de ensayos históricos J.A. Aguirre.
Es autor de obras como El péndulo patriótico. Historia del Partido Nacionalista Vasco (Crítica, 1999, 2001, 2005), junto a Santiago de Pablo y José Antonio Rodríguez Ranz; Nationalism, Violence and Democracy: The Basque Clash of Identities (Palgrave Macmillan, 2003), El profeta pragmático. Aguirre, el primer lehendakari (1939-1960), una biografía del político español José Antonio Aguirre o The Basque Contention: Ethnicity, Politics, Violence (Routledge, 2019). Además de su dedicación investigadora principal, dedicada a la historia del nacionalismo vasco, es también estudioso de la historia social del vino. En este ámbito, ha realizado obras tales como Una historia social del vino Rioja, Navarra, Cataluña 1860-1940 (Tecnos 2019) junto con los historiadores Klaus-Jürgen Nagel y Hans-Jürgen Puhle, o El Medoc Alavés. La revolución del vino de Rioja (La Fábrica, 2018).